# Imrich Flassik
Imrich Flassik (12. července 1924 Banská Bystrica – 14. září 2013 Bratislava) byl slovenský a československý právník a politik, po sametové revoluci československý ministr pověřený řízením Federálního úřadu pro hospodářskou soutěž ve vládě Mariána Čalfy.

## Biografie
Pocházel z rodiny bankovního úředníka, v dětství bydlel s rodiči v Banské Bystrici, později ve Dvoře Králové nad Labem a Žilině. Od roku 1933 chodil na gymnázium v Ružomberku. V letech 1936–1944 studoval na gymnáziu v Banské Bystrici, pak v letech 1944–1948 Právnickou fakultu Univerzity Komenského a Vysokou školu ekonomickou v Bratislavě. V období let 1948–1951 pracoval jako právník na Oblastním ředitelství podniku Keramika. V roce 1952 byl učitelem na Škole administrativních pracovnic, učil na Hospodářské škole v Pezinku, následně v letech 1954–1960 byl právníkem v podniku Stavoprojekt a v letech 1960–1967 zaměstnancem v odboru výstavby Úřadu předsednictva Slovenské akademie věd. V letech 1967–1991 byl státním arbitrem při Státní arbitráži Slovenské (socialistické) republiky. Jako člen pracovní expertní skupiny zřízené Federálním shromážděním se podílel na tvorbě nového Obchodního zákoníku.
Po sametové revoluci se zapojil do politiky. V listopadu 1990 se účastnil 2. sněmu KDH a koordinoval práci komise pro přípravu nových stanov. V dubnu 1991 se stal místopředsedou Spolku křesťanských právníků. 18. ledna 1991 byl jmenován ministrem pověřeným řízením Federálního úřadu pro hospodářskou soutěž ve druhé vládě Mariána Čalfy. Portfolio si udržel do konce existence vlády, tedy do 2. července 1992. Do vlády ho nominovalo Kresťanskodemokratické hnutie. Jako ministr v březnu 1992 označil koupi automobilky Škoda v Mladé Boleslavi firmou Volkswagen za neplatnou. Již předtím v roce 1991 kritizoval, že privatizace Škody nebyla jeho úřadu oznámena. Toto tvrzení ovšem odmítl tehdejší český ministr průmyslu Jan Vrba. Fúze obou firem podle něj nebyla v rozporu s antimonopolním zákonem a odmítl, že by česká vláda přislíbila Škodě ochranu před působením antimonopolního zákona. Federální úřad pro hospodářskou soutěž nakonec privatizaci posvětil 15. března 1992.
V letech 1992–1994 byl předsedou obchodního senátu Nejvyššího soudu Slovenské republiky. Od roku 1994 pracoval jako advokát Aliance advokátů. Publikoval odborné články v slovenských Hospodářských novinách a byl spoluautorem knihy Arbitrážne konanie. Působil i jako místopředseda redakční rady Bulletinu slovenské advokacie.
Zemřel v září 2013 po krátké těžké nemoci.